# Distrito de Vilcanchos
El Distrito de Vilcanchos es uno de los doce distritos que conforman la Provincia de Fajardo, ubicada en el Departamento de Ayacucho, en el mismo corazón de los Andes Centrales, en el Perú. Ocupa una terraza aluvial formado por el río Pampas. Limita por el Norte con el Distrito de Totos (Provincia de Cangallo); por el Sur con el Distrito de Santiago de Lucanamarca (Provincia de Huanca Sancos); por el Este con el Distrito de Sarhua; y por el Oeste con el Distrito de Santiago de Chocorvos (Provincia de Huaytará).

## Historia
La población de Vilcanchos se remonta a tiempos preincaicos, desde la época de los Chancas, los primeros pobladores procedieron de Vilcashuamán, grupos que peregrinaban por la zona. Tuvieron como dios al Halcón Sagrado de Vilca Huamán y se sintieron como descendientes de esta ave adorada, que con el tiempo y la distancia se transformó en una sola palabra Vilcanchos.
En la época colonial, entre 1650 y 1700, llegaron a esta zona aventureros españoles y misioneros Jesuitas, quienes le dieron el nombre de Santa Cruz de Vilcanchos. En esta época el Virrey Toledo, dio ordenanzas en torno al sistema de reducciones, por esta razón a muchos nativos se les alejó de sus tierras y junto con otros pueblos que no mantenían lazos de parentesco, ocasionando una desorganización interna de las comunidades y la migración. La etnia de los Orejones fue reducida en Huancaraylla, los Angaráes y quispillacctas en Totos, los Chocorvos en Vilcanchos, Espite, Cocas y Urancancha; con obligación de tributar y realizar trabajos forzados en las minas de Huancavelica, estos ingresos económicos constituían la base del sustento del Gobierno Colonial.
En la época Republicana, cabe destacar hechos históricos a finales del siglo XIX y principios del presente siglo. En la guerra del Pacífico, la resistencia ante la avanzada chilena, cuando estos trataron de avanzar hacia la sierra central, los pobladores de esta Región, ofrecieron dura resistencia a los invasores obligándolos a retroceder. Un joven vilcanchino soldado del Gran Mariscal Andrés Avelino Cáceres, haciendo uso de su extraornidaria memoria manifestaba como los ayacuchanos participaban sin tener preparación militar y un adecuado armamento, sólo contaban con el conocimiento del terreno para derrotar al enemigo.
El uniforme de los soldados contaba con pellejos a cada lado, uno de color negro a la izquierda y otro de color blanco a la derecha, y para realizar los giros se les ordenaba en quechua, "Yana Jaracha lao" hacia el lado del pellejo negro; "yurac jaracha lao", hacia el lado del pellejo blanco, así el gran Mariscal preparaba a su valiente tropa.
Ubicándose en los puntos más altos hacían rodar grandes rocas en el momento preciso que las tropas enemigas pasaban por estos lugares, ocasionándoles grandes bajas y destrucción de sus armamentos. 
El distrito de Vilcanchos con sus anexos de Espite, Cocas y Urancancha fueron creados con el dispositivo Legal Ley N° 1306 el 14 de noviembre de 1910 durante el gobierno de Augusto B. Leguía, posteriormente fue ascendida a la categoría de Villa, por la Ley N° 12.156 el 9 de noviembre de 1954.

## Geografía
La ubicación geográfica de Distrito se localiza en las siguientes coordenadas: Longitud Oeste 74°31’41” Latitud Sur 13°36’30”
Altitud 2.982 m s. n. m.
Tiene una superficie de 498,54 km², su densidad poblacional es de 5,76 habitantes por km² y su región natural es sierra. Su relieve heterogéneo, cuyas altitudes varían desde 220 a 5.000 m s. n. m., presentando un relieve accidentado y agreste formado por altas y bajas mesetas o punas, originadas por fenómenos fluvioglaciares y derrames volcánicos, rodeados por montañas aisladas de relativa altitud y el Río Pampas.
Las precipitaciones pluviales en la zona varían entre 300 y 1000 mm. Con temperaturas medias anuales que oscilan entre 11 °C y 16 °C, durante todo el año.
El clima, corresponde al de los valles interandinos que se caracterizan por ser templados de altitud. En el verano las máximas temperaturas se registran durante el día, entre las 14 y 16 horas y en las noches las temperaturas bajan bruscamente, sintiéndose un intenso frío. Durante el invierno, el clima es seco, las noches son muy frías y en el día hay un sol radiante. Las primeras lluvias se presentan en el mes de septiembre, incrementando su frecuencia e intensidad en los meses de diciembre, enero, febrero y marzo; siendo junio, julio y agosto los meses más secos.

## División administrativa

### Barrios
- San Antonio de Anchis
- San Ramón
- San José de Rayusca
- San Isidro de Huancano

### Centros poblados menores
- Cocas
  - Chacachaca
  - Anqario
  - QataWasi
  - Yurina

- Espite
  - San Jacinto de Espite
  - Buenos Aires de Espite
  - Santa Rosa de Espite
  - San Miguel de Espite

- Urancancha
  - Santa Rosa
  - Ayllu
  - Antacocha
  - Cruzpampa
  - San Juan de Miraflores

## Autoridades

### Municipales
- 2023 - 2026[2]
  - Alcalde: Pedro Chaupin Fernandez
  - Regidores:

  1. Arturo Núñez Huamanculi (Qatun Tarpuy)
  2. Andrés Rojas Medina (Qatun Tarpuy)
  3. Carolina Redolfo Aybar (Qatun Tarpuy)
  4. Esperanza Vargas Salcedo (Qatun Tarpuy)
  5. Edgar Jayo Carhuas (Desarrollo Integral Ayacucho)